# Lohgerberstraße

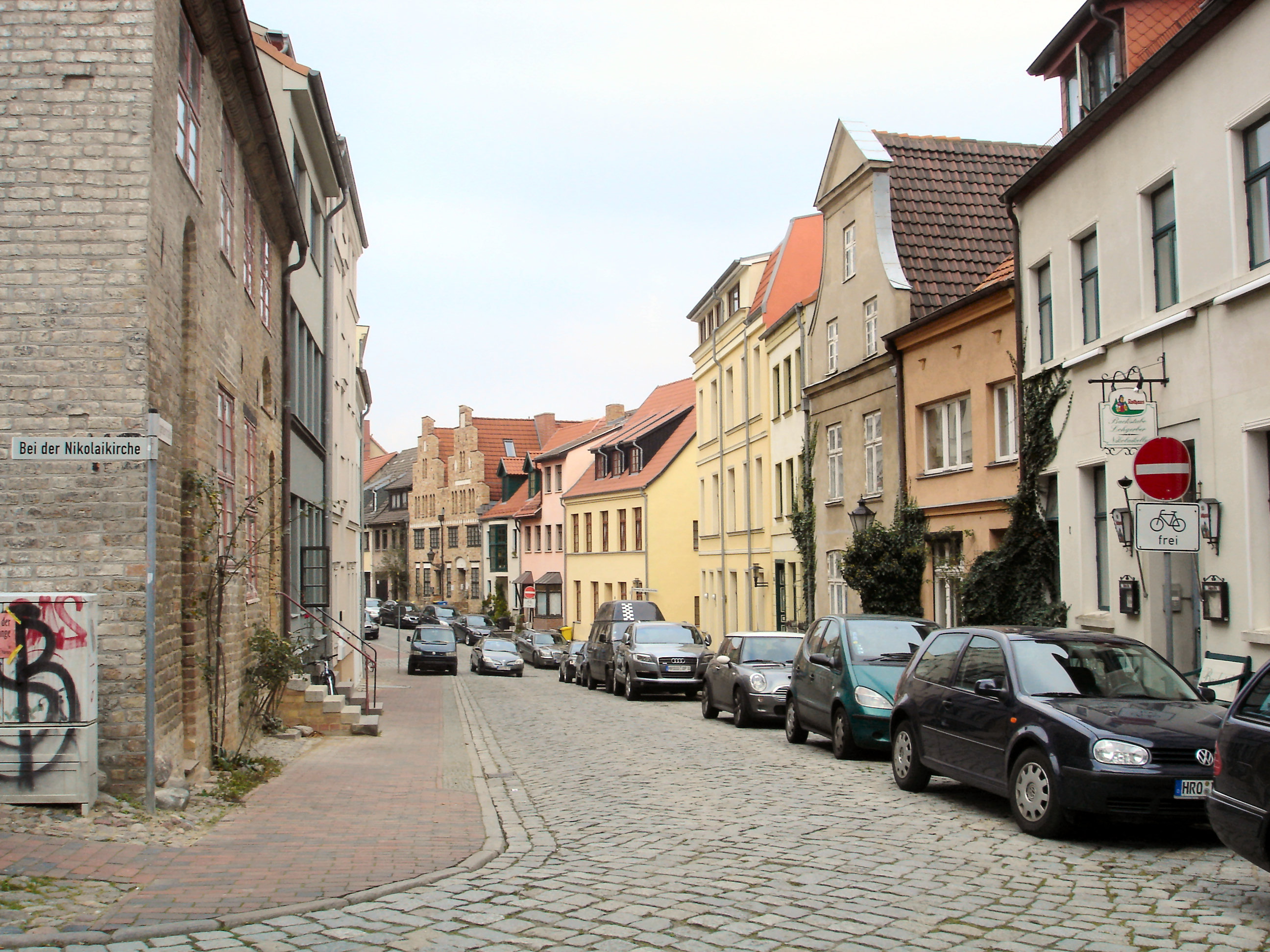
Lohgerberstraße an der Ecke Bei der Nikolaikirche

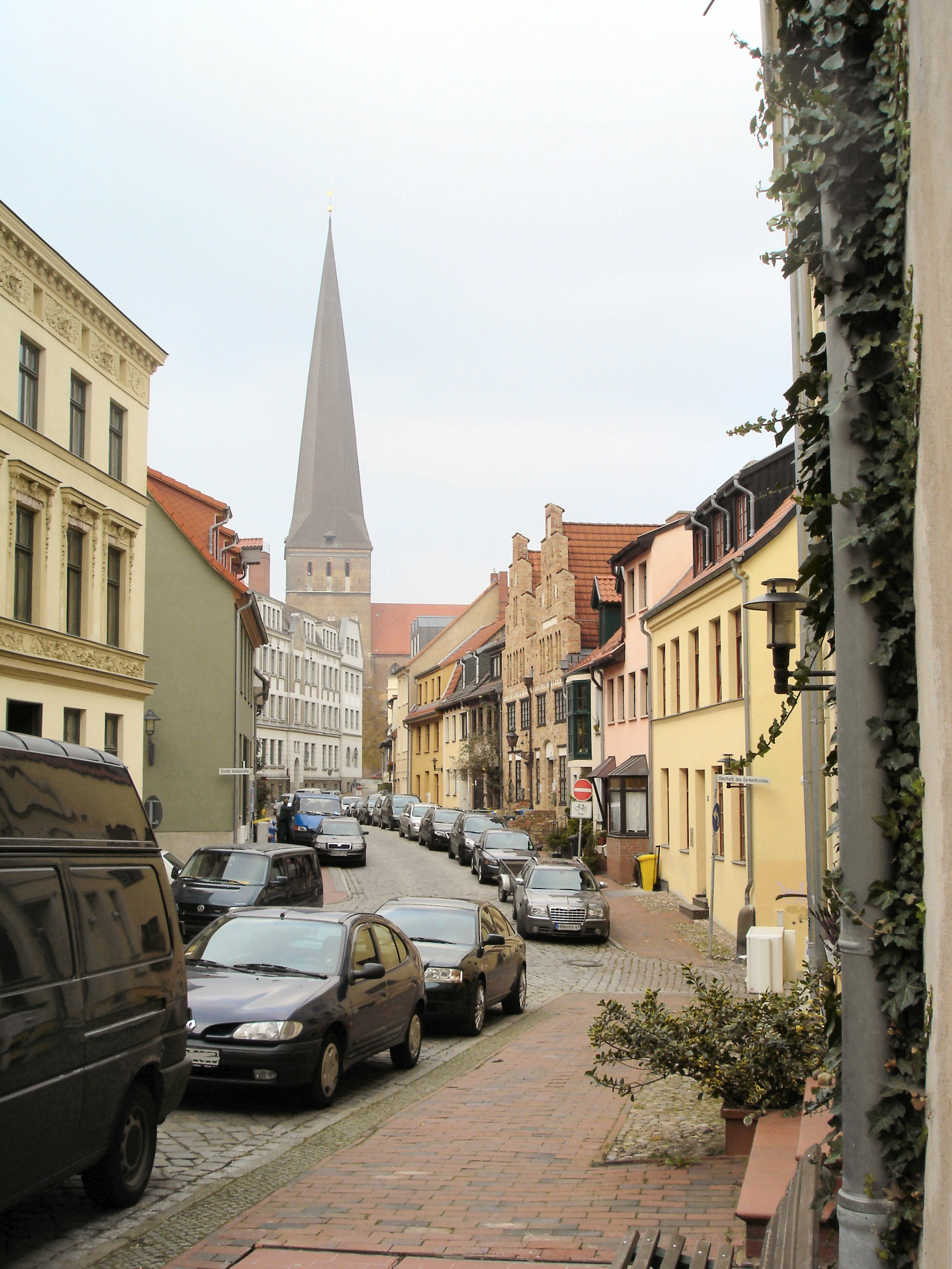
Blick nach Norden zum Alten Markt

Die Rostocker Lohgerberstraße ist eine historische Straße im äußersten Osten des Stadtkerns der Hansestadt. Sie verbindet in Nord-Süd-Richtung den Alten Markt mit dem Schwibbogen unter dem Chor der Nikolaikirche. Sie ist Teil der einstigen Rostocker Altstadt.

## Verlauf
Beginnend an der straßenartigen Verlängerung des Alten Marktes an der Ecke Kleine Goldstraße/Küterbruch verläuft sie parallel zur östlichen Stadtmauer. Weiter südlich kreuzt sie die Große Goldstraße und die Straße Oberhalb des Gerberbruchs. Am Ende ihres 220 Meter langen Verlaufes an der Ecke Bei der Nikolaikirche geht sie in die Gasse Am Schwibbogen über.

## Geschichte
Die Lohgerberstraße setzt sich aus zwei historischen Einzelstraßen zusammen, der Straße Oberhalb des Gerberbruchs (zwischen Ecke Küterbruch/Kleine Goldstraße und Ecke Gerberbruch/Große Goldstraße) und dem Teilstück bis zur Nikolaikirche. Erst 1804 wurden diese beiden Teilstraßen zur heutigen Lohgerberstraße per Ratsbeschluss vereint. Ausschlaggebend für die Namenswahl war der Gerberbruch (die Gerberlohe ist ein Baumrindenextrakt für die Lederherstellung).
Die Bebauung der Lohgerberstraße war recht bescheiden, neben einigen Giebelhäusern dominierten Buden. Die Gebäude wurden entweder von Handwerkern, zum Beispiel Speckschneidern oder Knochenhauern, oder aber von Angehörigen der Geistlichkeit von St. Nicolai genutzt und bewohnt. Vom Großen Stadtbrand 1677 blieb die Lohgerberstraße im Wesentlichen verschont, in den Bombennächten Ende April 1942 jedoch nahm ihr Nordabschnitt schweren Schaden. Dort errichtete man später zweigeschossige Wohnhäuser mit stilisierten Giebeln.
Zu den sehenswerten Gebäuden in der Lohgerberstraße gehört unter anderem die Nummer 11, ein umgebauter Getreidespeicher aus der zweiten Hälfte des 18. Jahrhunderts, der 1815 eine backsteinerne Fassade erhielt. Haus Nummer 35 ist ein zweigeschossiger Putzbau aus barocker Zeit. In der Lohgerberstraße 28/29 befindet sich ein spätmittelalterliches Doppelgiebelhaus, dessen "gotische" Fassade jedoch erst in den 1990er Jahren neu errichtet wurde. Ansehenswert ist ebenfalls ein steinernes Traufenhaus aus dem frühen 17. Jahrhundert.
Insbesondere in ihrem Südabschnitt, in Verbindung mit der Gasse Bei der Nikolaikirche, vermittelt die Lohgerberstraße einen Eindruck vom historischen Rostocker Straßenbild.